# 肢巨口魚
肢巨口魚（学名：Chirostomias pliopterus）为輻鰭魚綱巨口鱼目巨口鱼科的其中一種。分布於大西洋海域，為深海魚類，棲息深度可達500公尺，本魚身體細長且扁長，觸鬚短且為黑色，末端的發光部分與絲狀突起為淡黃色，體長可達20.5公分。